# اچ‌دی ۲۲۰۰۳۵
اچ‌دی ۲۲۰۰۳۵ یک ستاره است که در صورت فلکی دلو قرار دارد.